# Ptilosphen aequifemur
Ptilosphen aequifemur är en tvåvingeart som beskrevs av Willi Hennig 1934. Ptilosphen aequifemur ingår i släktet Ptilosphen och familjen skridflugor.
Artens utbredningsområde är Venezuela. Inga underarter finns listade i Catalogue of Life.